# Diocesi di Potenza Picena
La diocesi di Potenza Picena (in latino Dioecesis Potentina in Piceno) è una sede soppressa e sede titolare della Chiesa cattolica.

## Storia
La città di Potentia nel Piceno, corrispondente all'odierna Porto Recanati, e da non confondere con il moderno comune di Potenza Picena, fu sede di un'antica diocesi documentata nel V secolo.
Di questa diocesi si conosce con certezza il nome di un solo vescovo, Faustino, episcopus ecclesiae Potentinae, provinciae Piceni, che, assieme ai preti romani Filippo e Asello, fece parte della delegazione inviata, prima di dicembre 418, da papa Zosimo a Cartagine per discutere del caso del prete Apiario di Sicca Veneria, che era stato scomunicato dal suo vescovo e che aveva fatto appello al vescovo di Roma. La questione fu affrontata nel concilio di Cartagine dell'anno seguente, dove la presenza di Faustino è accertata nelle sessioni del 25 e del 30 maggio 419. Faustino fece parte di un'altra delegazione inviata da papa Celestino I a Cartagine, dopo il 422, per giudicare ancora dell'operato del prete Apiario, scomunicato una seconda volta.
È presumibile che un altro vescovo di Potenza nel Piceno sia menzionato nell'epistolario di papa Gelasio I (492-496). Infatti in una sua lettera, il pontefice incarica Geronzio, vescovo di Valva, di indagare sul vescovo di Potentia, il cui nome non è menzionato, accusato di appropriarsi di beni della sua Chiesa, e di riferire al pontefice i risultati della sua inchiesta. La lettera di Gelasio I non specifica la provincia di appartenenza della sede di Potentia, ma dato il contesto e il suo destinatario, è probabile che si tratti della diocesi picena piuttosto che della sede omonima in Lucania, che, inoltre, nello stesso periodo era occupata dal vescovo Erculenzio.
Più problematica invece risulta l'attribuzione della sede di appartenenza di un altro vescovo di Potenza, menzionato con i nomi di Amanzio o Amando nei concili dell'epoca di papa Simmaco del 23 ottobre e del 6 novembre, attribuiti da Theodor Mommsen rispettivamente al 501 e al 502. Allo stato attuale delle ricerche storiche, non si può stabilire con certezza a quale delle due sedi appartenesse questo vescovo, se alla diocesi picena o alla sede omonima di Potenza in Lucania.
La sede fu soppressa dopo il VI secolo, forse in seguito all'invasione longobarda, e il suo territorio fu spartito fra le sedi di Fermo e di Umana.
Dal 1968 Potenza Picena è annoverata tra le sedi vescovili titolari della Chiesa cattolica; dal 2 febbraio 2022 l'arcivescovo, titolo personale, titolare è Jean-Sylvain Emien Mambé, nunzio apostolico in Mali e Guinea.

## Cronotassi

### Vescovi residenti
- Faustino † (prima del 418 - dopo il 422)
- Anonimo † (menzionato nel 492/496)
- Amanzio o Amando ? † (prima del 501 - dopo il 502)

### Vescovi titolari
- Adam Kozłowiecki, S.I. † (29 maggio 1969 - 21 febbraio 1998 nominato cardinale presbitero di Sant'Andrea al Quirinale)
- Franco Croci † (3 dicembre 1999 - 28 luglio 2021 deceduto)
- Jean-Sylvain Emien Mambé, dal 2 febbraio 2022